# Americana (São Paulo)
Americana – brazylijskie miasto leżące w stanie São Paulo. W roku 2006 miasto liczyło 203 845 mieszkańców.

## Historia
Miasto zostało założone przez Konfederatów, którzy osiedlili się w regionie w 1866 roku po przegranej wojnie secesyjnej.

## Sport
Americana jest siedzibą klubu piłkarskiego Rio Branco EC.

## Religia
Chrześcijaństwo jest obecne w mieście w następujący sposób:

### Kościół Katolicki
Kościół katolicki w gminie jest częścią Diecezja Limeira.

### Kościół Protestancki
W mieście obecne są najróżniejsze wyznania ewangeliczne, głównie zielonoświątkowe, w tym m.in. Zbory Boże Brazylii (największy kościół ewangelicki w kraju), Zbór Brazylii lub Kongregacja Chrześcijan. Te nominały rosną coraz bardziej w całej Brazylii.